# Citroën B12
Le Type B12 è un'autovettura di classe media prodotta dal 1925 all'inizio del 1927 dalla casa automobilistica francese Citroën.

## Storia e profilo
La vettura fu presentata come evoluzione del precedente modello, la B10. Quest'ultima fu la capostipite delle vetture con carrozzeria in acciaio, ma in quanto vettura innovativa soffriva ancora di alcuni difetti tipici delle innovazioni ancora acerbe e ancora da migliorare e portare allo stato dell'arte. Tra questi difetti spiccava in particolare quello, assai considerevole, dell'inadeguatezza del telaio (di derivazione B2) rispetto al peso delle lamiere in acciaio che costituivano la carrozzeria: semplicemente tali lamiere, a vettura in movimento, flettevano, si torcevano e si strappavano dalle rispettive sedi, e le portiere si aprivano da sole. Naturalmente occorreva un nuovo telaio progettato specificamente.

### Caratteristiche
Perciò, nell'ottobre del 1925 fu svelata la B12, dotata di un nuovo autotelaio rinforzato, ma anche più pesante. Il motore era lo stesso di B10 e B2, vale a dire un 4 cilindri in linea da 1452 cm³ in grado di erogare una potenza massima di 20 CV e di spingere quindi la vettura a una velocità massima di 70 km/h. A richiesta fu comunque possibile avere un motore da 22 CV ottenuto graie all'adozione di pistoni in lega di alluminio e di migliorie alla distribuzione, quest'ultima sempre del tipo ad asse a camme nel basamento con valvole laterali. L'unica differenza, peraltro abbastanza di dettaglio, rispetto al motore della B10 fu il ventilatore a quattro pale anziché a tre. Tra le novità meccaniche, la B12 propose un nuovo sistema frenante a tamburi sulle quattro ruote e un avantreno a balestra semiellittica in luogo del precedente avantreno a balestra da un quarto. Gli ammortizzatori erano sempre solo sul retrotreno, ma stavolta su tutta la gamma (nelle B10 erano assenti nelle versioni di base). Lo schema meccanico era sempre del tipo a motore anteriore e a trazione posteriore, con il ponte posteriore a due semi-carter di protezione per i due semiassi.
La B12 fu proposta in numerose varianti di carrozzeria: la versione limousine fu la più richiesta assieme alla torpedo, ma vi furono anche versioni cabriolet, landaulet, coupé de ville e commerciale Normande. Queste ultime versioni non erano realizzate interamente in acciaio, ma in misto acciaio-legno, poiché subentrarono problemi che resero impossibile l'utilizzo del solo acciaio per tali configurazioni di carrozzeria.

### Carriera commerciale
Anche la B12, come la B10, ebbe una carriera di solamente un anno, ma ebbe anche un successo maggiore, essendo stata prodotta in 38 381 esemplari (contro i circa 21-22.000 esemplari di B10). Durante la sua produzione e commercializzazione, la B12 usufruì di due aggiornamenti significativi, avvenuti nei primi mesi del 1926, quando venne montato un ponte posteriore in un solo pezzo (detto anche di tipo "a banjo"). Il secondo aggiornamento, che avvenne sempre in quel periodo, fu l'introduzione di un allestimento di base per le versioni limousine e torpedo con carrozzeria interamente in acciaio. La B12 venne prodotta fino al gennaio del 1927 e di lì a pochi tempo si ebbero le ultime consegne di questo modello. Ma già nell'ottobre del 1926 al Salone di Parigi venne presentata la sua erede, ossia la B14.
La B12 fu una vettura dal grande successo commerciale, poiché contribuì enormemente alla motorizzazione in Francia, basti pensare che nel 1926, su 600.000 auto circolanti nel paese transalpino, ben 175.000 erano Citroën. La sua struttura in acciaio, esente dai giochi e dall'usura tipica delle vetture con scocca in legno, aprì nuove frontiere nella costruzione delle scocche, più rigide, più confortevoli e più sicure.
Alcuni esemplari di B12 vennero trasformati in versioni semicingolate, come spesso avveniva in quegli anni sull'onda del clamore suscitato dalle spedizioni Citroën in Africa, che utilizzavano proprio vetture trasformate in semicingolato. Vi furono due modelli di semicingolati su base B12: entrambi proposero come principale novità tecnica un nuovo sistema di ruote cingolate posteriori, delle quali quelle anteriori erano motrici (in precedenza, a far muovere il mezzo erano le ruote posteriori del gruppo cingolato). In pratica si trattava del medesimo gruppo cingolato dei precedenti modelli su base B2 e B10, ma ruotato di 180°. Ciò consentì di avere un albero di trasmissione più corto. Il primo di questi due modelli era denominato P7T ed era caratterizzato dalla presenza di cingoli in gomma, mentre il successivo modello, denominato ufficiosamente P7Tbis, montava invece dei nuovi e più robusti cingoli in maglia metallica con inserti in gomma sui bordi esterni e nelle zone interne.

### Galleria d'immagini
| B12 Limousine | B12 Torpedo | B2 Cabriolet | B2 Boulangere |
| ------------- | ----------- | ------------ | ------------- |
|               |             |              |               |
|               |             |              |               |